# Alchemax
Alchemax est une corporation américaine de fiction présente dans l'univers Marvel de la maison d’édition Marvel Comics. Créé par le scénariste Peter David et le dessinateur Rick Leonardi (en), elle apparaît pour la première fois dans le comic book Spider-Man 2099 #1 en novembre 1992.
Concurrente de Parker Industries (en), Alchemax a été fondée par Liz Allen (Liz Allan en VO). La société est spécialisée dans la science expérimentale et possède un vaste réseau de divisions et d'opérations, allant de la guerre biologique à la criminalité organisée.

## Historique fictif de la société selon les versions

### 2099 (Terre-928)
Alchemax est une société maléfique et un acteur majeur dans le monde futur Marvel 2099 et possède un vaste réseau de divisions et des opérations, de la guerre biologique à la criminalité organisée . Miguel O'Hara y travaillait en tant que scientifique. Alchemax est derrière la force de police appelé Public Eye.
Alchemax est aussi derrière une autre force de police appelée Eco Corporation,.

### Terre-616
Dans la réalité de la Terre-616, Alchemax a commencé comme Allan Chemical, qui était détenue par Liz Allan. Allan Chemical est devenu Alchemax quand il a fusionné les stocks d'Oscorp de Normie Osborn et les dernières propriétés restantes de Horizon Labs après son destruction.
Lightmaster rassemble une gamme plus traditionnelle des Maîtres du Mal quand lui et le Wrecking Crew dérogeait le Spider-Man Supérieur (l'esprit du Docteur Octopus dans le corps de Spider-Man) et ses Superior Six tout en attaquant Alchemax afin de voler sa technologie au cours d'un complot visant à faire du chantage à la ville de New York pour l'argent.
Lorsque Spider-Man a vaincu Goblin King et le démasque être Norman Osborn, il a été révélé que Norman Osborn (sous le couvert de «Mason Banks») a créé Alchemax afin de laisser un empire puissant pour son petit-fils et d'établir un empire pour l'héritage des Osborn.
Alchemax plus tard en concurrence avec Parker Industries pour un contrat de construction d'une nouvelle prison de super-vilains.
Pour qu'Alchemax remporte le contrat, Mark Raxton et Tibère Stone ont payé le Spectre pour saboter Parker Industries. En fin de compte lorsque l'événement All-New, All Different-Marvel a commencé, les deux sociétés ont perdu ce contrat pour Regent Empire Unlimited, la société étant également derrière l'île de Ryker qui est rebaptisée Cave.
Alchemax (aux côtés de Hammer Industries et Roxxon) a été mentionné dans une conversation entre Spider-Man et la Torche Humaine pour avoir essayé une fois de soumissionner le Baxter Building pour seulement surenchérir Parker Industries.
Alchemax a une division appelée Alchemax Genetics qui est sous la direction de Robert Chandler. Alchemax Genetics a plus tard réussi à créer plusieurs clones de Wolverine, bien que les clones ne manifestent pas de mutation. Lorsque les clones Bellona, Gabby, et Zelda se sont échappés et ont commencé à assassiner le personnel d'Alchemax ils ont demandé son aide pour les arrêter. Malgré les assurances de Chandler au contraire, il est vite devenu évident qu'Alchemax n'a pas été aussi innocent dans le conflit comme ils le prétendaient. Laura et ses «sœurs» furent bientôt attaqués par le chef de la sécurité d'Alchemax Genetics, le Capitaine Mooney qui a tenté de tuer les filles.  Lorsque Wolverine et la Guêpe ont pu détruire les nanites qui étaient à l'intérieur des Sœurs, il a déclenché un signal qui a conduit de l'équipe de sécurité d'Alchemax Genetics à un laboratoire d'Hank Pym où Zelda a été tué dans le processus. Avant de mourir de ses blessures causées par le Capitaine Mooney, Zelda dit à Wolverine de mettre fin aux expériences d'Alchemax Genetics.

### Futur Divergent de 2099 (Terre-6375)
Alchemax est une société du futur.
Miguel O'Hara a travaillé là en tant que scientifique.
Lorsque Proteus a voyagé dans ce monde, Tyler Stone a essayé de le recruter, avec l'intention d'étudier sa capacité à se téléporter entre les réalités sans utiliser l'appareil. Miguel O'Hara et Dr Boone a averti Proteus du sort de son cobaye s'il rejoignait Alchemax, et il s'est enfui.
Tyler Stone a alors tiré sur Boone, et Spider-Man a rejoint les Exilés , maintenant son identité secrète était connue de toutes les entreprises du monde.

## Membres

### Versions Terre-928 et Terre-6375
- Avatarr - Le deuxième chef de Alchemax.
- Miguel O'Hara - Un scientifique du département R & D qui est le troisième chef de Alchemax.
- Halloween Jack / Jordan Boone -
- Paul Phillip-Ravage - Chef de la police anti-pollution d'Alchemax appelé Eco Corporation.
- Tyler Stone - Leader du Alchemax qui était le chef du département R & D. Il a apparemment été tué quand les envahisseurs marins ont fait fondre les calottes polaires. Plus tard , il se revient à la vie et a commencé à aider Spider-Man 2099 en l'envoyant en 2013 puis en 2015 pour surveiller sur Alchemax. Puis il a également aidé Spider-Man 2099 et les autres Spider-Men du Multivers pour trouver la faiblesse des Héritiers.

### Version Terre-616
- Liz Allen - La PDG d'Alchemax.
- Normie Osborn - Le fils de Liz Allan.
- Tiberius Stone - L'ancien PDG de Valistone qui a travaillé avec le Caïd, le Bricoleur , et la Goblin Nation . Il se révèle être le grand-père de Tyler Stone.
- Mason Banks - Un dirigeant d'Alchemax qui était en fait Norman Osborn avec un nouveau visage.
- Miguel O'Hara - lorsqu'il était piégé dans le présent, Spider-Man 2099 a pris le pseudonyme de Michael O'Mara et devient l'assistant de Tiberius Stone afin de garder un œil sur lui.
- Mark Raxton - L'ancien Homme de Métal qui travaille en tant que membre de la sécurité d'Alchemax.
- Mac Gargan - Un "consultant externe" engagé par Tiberius Stone comme un garde du corps privé et qui peut engager des actions plus ou moins légales sans scrupules .
- Robert Chandler - Le directeur d'Alchemax Genetics qui a été impliqué dans le projet du clone X-23, bien que sa position exacte dans l'entreprise est inconnue. Son fils a été ciblé pour assassinat par les clones échappés.
- Capitaine Mooney - Le chef de Chandler de la sécurité d'Alchemax Genetics.
- Sleeper - Le septième rejeton de Venom, né et elevé dans un laboratoire d'Alchemax.

## Apparition dans d'autres médias

### Télévision
Un panneau d'affichage pour Alchemax a été vu dans l'épisode 9 de la saison 3 de la série Ultimate Spider-Man: Web-Warriors, "Univers parallèles (Première partie). Il a été vu quand Spider-Man est arrivé dans l'univers de Spider-Man 2099.

### Jeux vidéo
Alchemax et ses employés apparaissent comme les principaux antagonistes dans Spider-Man 2099 dans Spider-Man: Shattered Dimensions.
Les deux, aujourd'hui et les futures versions d'Alchemax apparaissent dans Spider-Man : Aux frontières du temps.  Le scientifique d'Alchemax Walker Sloan modifie l'histoire de telle sorte qu'Alchemax est fondée dans les années 1970. Cependant, au cours du jeu, Spider-Man découvre que le PDG de Alchemax est le véritable antagoniste du jeu et que le PDG, c'est lui, du moins sa version future, Peter Parker 2099. Apparemment, Peter est en quelque sorte devenu le PDG après la mort de Mary Jane Watson et de sa tante May. Alchemax a développé un médicament anti-âge qui a limité son vieillissement, ce qui permet à Peter de conserver l'apparence d'un homme d'âge moyen. Peter a prévu d'utiliser la porte d'entrée du temps pour revenir en arrière , effacer toutes ses erreurs passées et recréer le monde à son image. Spider-Man 2099 combat ce Peter qui s'est revêtu d'un costume de robot arachnéen tandis que Spider-Man combat Atrocity (une fusion de Anti-Venom , Walker Sloan, et le Docteur Octopus). Après avoir vaincu à la fois Atrocity et le PDG à travers la porte d'entrée, Miguel la détruit, arrêtant la tempête du temps et tuant sans doute Peter Parker 2099 et Atrocity redevient Docteur Octopus, Anti-Venom et Walter Sloan.